# Apogon cavitensis
Apogon cavitensis es una especie de pez de la familia de los apogónidos en el orden de los perciformes.

## Morfología
Los machos pueden alcanzar los 6,5 cm de longitud total.

## Distribución geográfica
Se encuentran en el oeste del Pacífico central: Filipinas, Malasia, norte de Australia, Tonga y, posiblemente también, en Indonesia.